# Withernsea
Withernsea är en stad och en civil parish i kommunen East Riding of Yorkshire i England. Orten har 5 980 invånare (2001).